# Rivière à la Raquette
Rivière à la Raquette är ett vattendrag i Kanada.   Det ligger i provinsen Québec, i den sydöstra delen av landet, 110 km öster om huvudstaden Ottawa.
Runt Rivière à la Raquette är det ganska tätbefolkat, med 199 invånare per kvadratkilometer.